# Ріл (Нідерланди)
Ріл (нід. Riel) — село в нідерландській провінції Північний Брабант. Входить до муніципалітету Гойрле.
Його площа — 1,73 км², а населення станом на 2021 рік становило 2560 осіб.

## Галерея

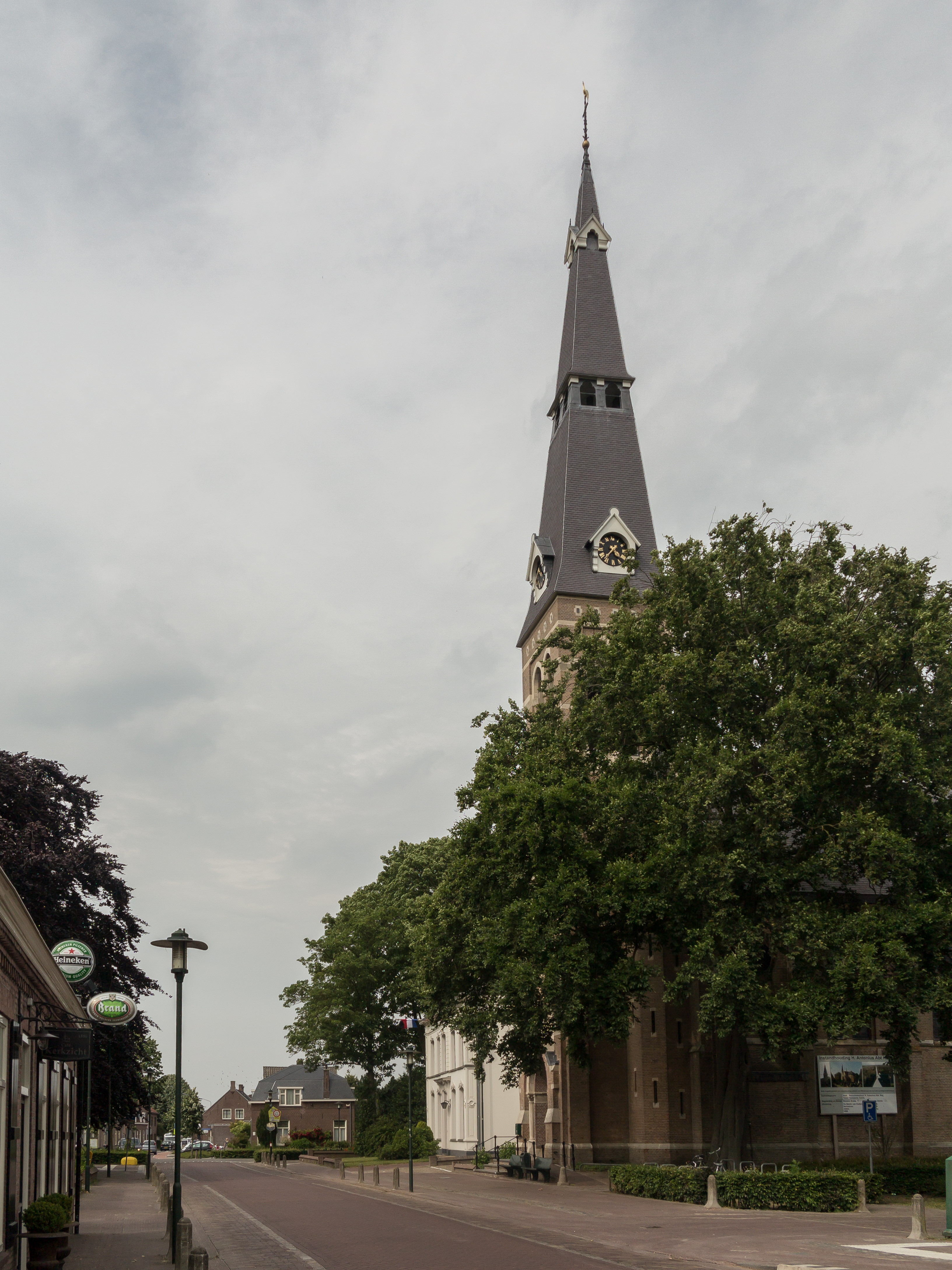
Церква св. Антонія
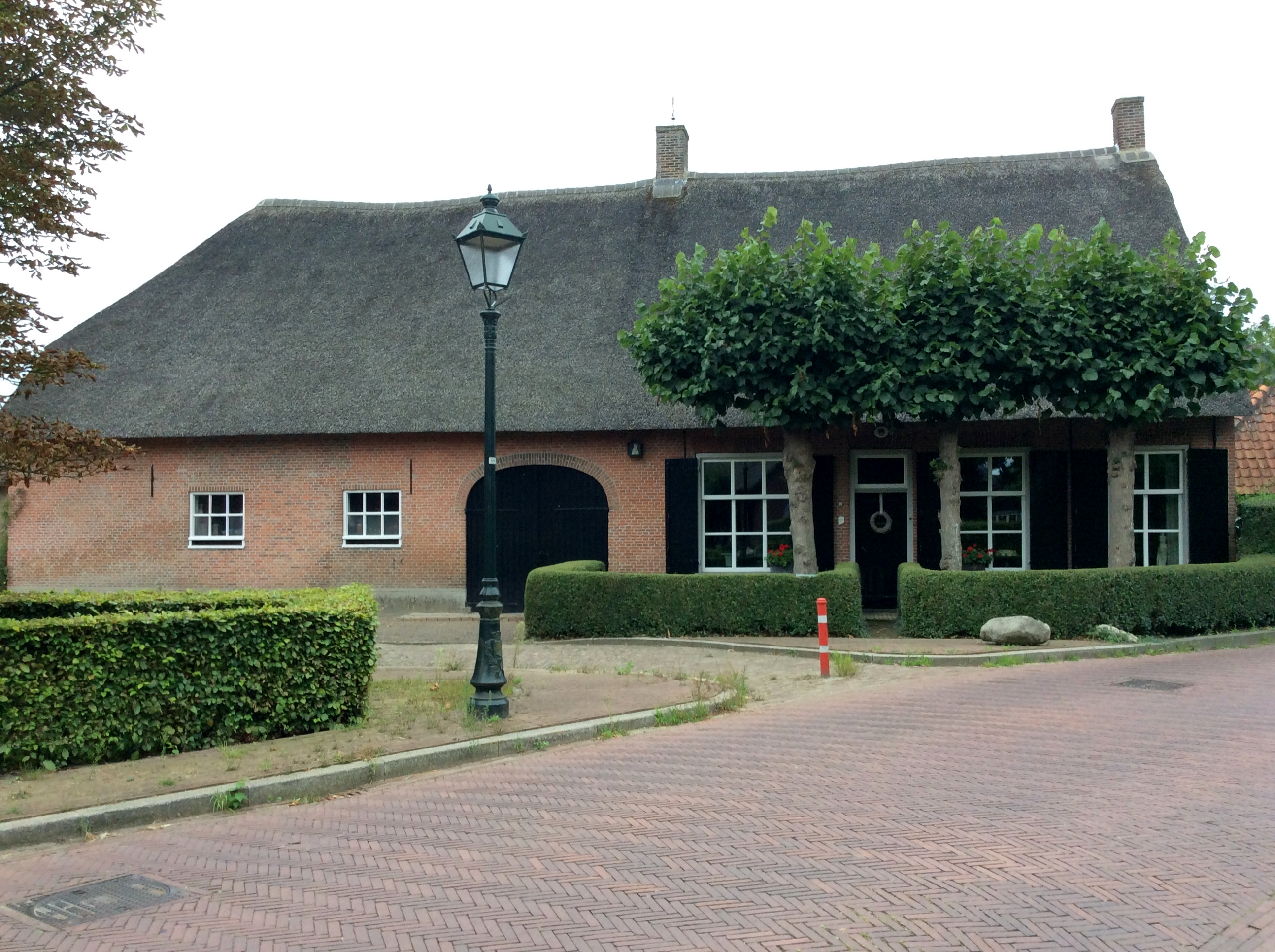
Ферма в Рілі
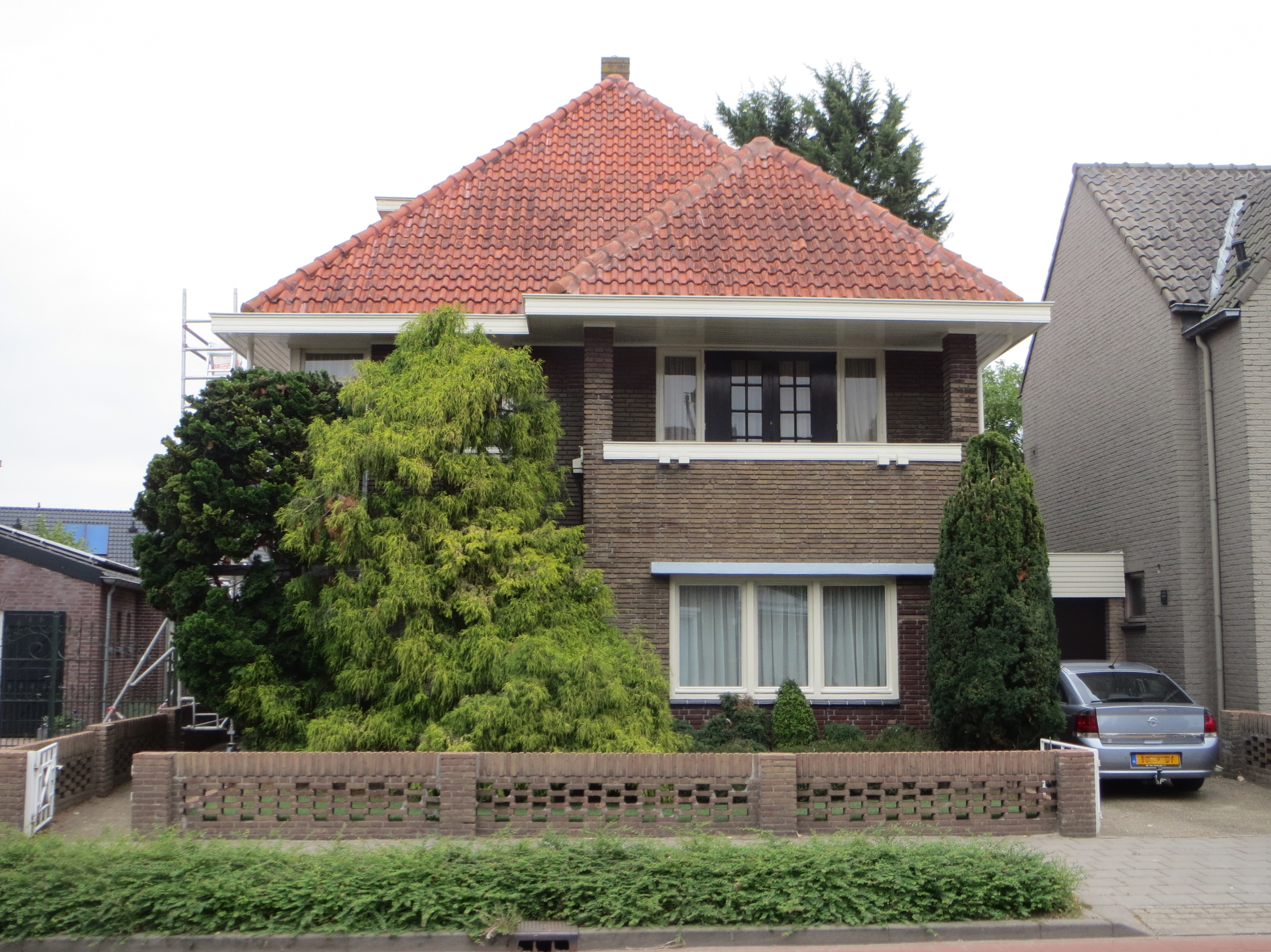
Будинок у Рілі
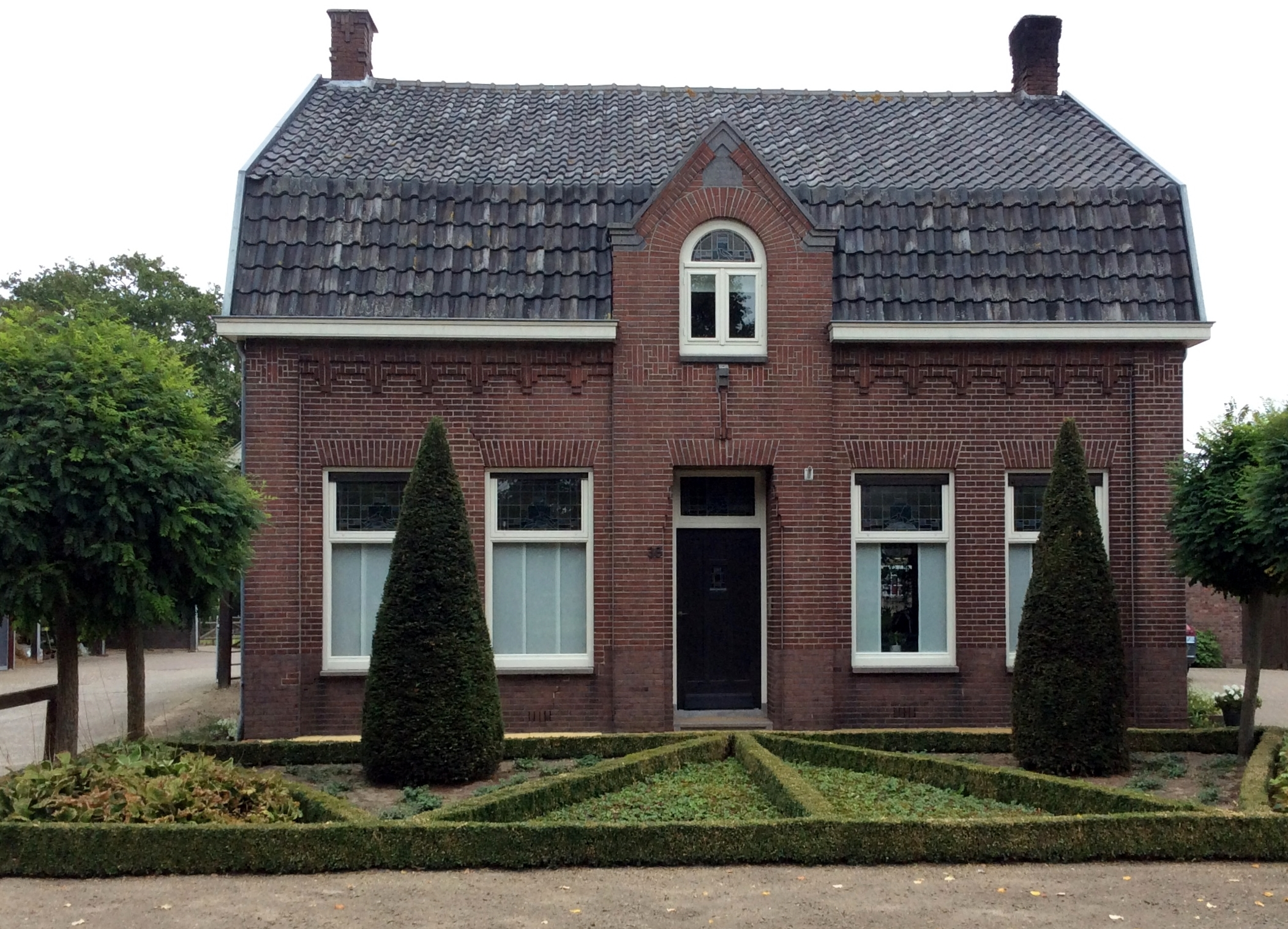
Будинок у Рілі